# Clasificación para la Copa Mundial de Rugby de 2015

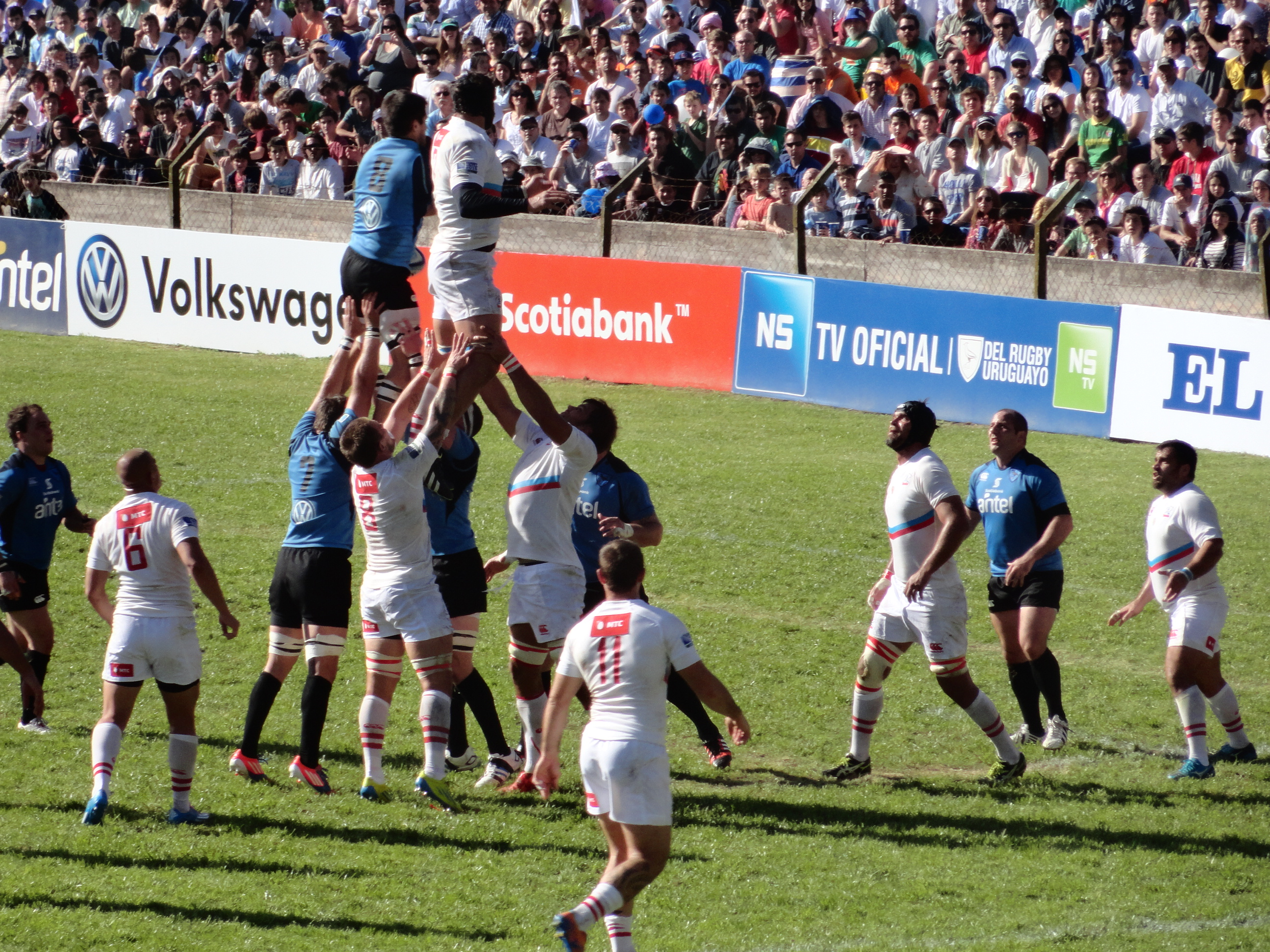
Partido de repechaje por la Copa Mundial de Rugby 2015 entre Uruguay y Rusia.

El proceso de clasificación para la Copa Mundial de Rugby de 2015 empezó en el torneo de 2011 en Nueva Zelanda. Un total de 20 equipos serán los que disputen la fase final de este torneo.

## Equipos clasificados
| Clasificatorias | Clasificatorias | Clasificatorias | Clasificatorias | Clasificatorias | Clasificatorias |
| --------------- | --------------- | --------------- | --------------- | --------------- | --------------- |
| África          | Américas        | Asia            | Europa          | Oceanía         | Repesca         |

| África                | Américas                                        | Asia    | Europa                                                                          | Oceanía                                            |
| --------------------- | ----------------------------------------------- | ------- | ------------------------------------------------------------------------------- | -------------------------------------------------- |
| - Namibia - Sudáfrica | - Argentina - Canadá - Estados Unidos - Uruguay | - Japón | - Escocia - Francia - Gales - Georgia - Inglaterra - Irlanda - Italia - Rumania | - Australia - Fiyi - Nueva Zelanda - Samoa - Tonga |

1. 1 2 3 4 5 6 7 8 9 10 11 12  Se clasificaron automáticamente
2. ↑  Se clasificó mediante un repechaje intercontinental

## Proceso de clasificación
Tras la Copa Mundial de Rugby 2011, 12 equipos se clasificaron directamente al quedar clasificados entre los tres primeros de la fase de grupos. Otros siete equipos se clasificarán en las fases de clasificación regionales. Mientras que otro equipo se clasificará en un repechaje intercontinental.
La clasificación no automática empezó el 24 de marzo de 2012, 80 equipos competirán en unos 18 partidos para obtener una de las ocho plazas disponibles para el torneo del 2015.
El sorteo de la fase de grupos de la Copa Mundial de Rugby de 2015 tuvo lugar el 3 de diciembre de 2012. Al igual que el torneo de 2011, los 12 clasificados directamente de la anterior edición fueron situados en tres bombos en función de su puntuación en el ranking de la IRB en el momento del sorteo, mientras que los otros ocho equipos, que en el momento del sorteo aún quedaban por clasificarse, fueron situados en los bombos cuatro y cinco.

## Fase de clasificación por zonas
En la Copa Mundial de Rugby de 2015 participarán veinte equipos. Doce equipos clasificados directamente en la Copa del Mundo, dejando ocho plazas disponibles para una fase de clasificación por zonas o por repescas. De forma que la IRB asigna un número de plazas a cada región.
| Región                  | Número de clasificados automáticamente | Clasificados por fase previa | Equipos clasificados en fase previa | Plazas para el mundial | Número de plazas para la repesca |
| ----------------------- | -------------------------------------- | ---------------------------- | ----------------------------------- | ---------------------- | -------------------------------- |
| África (CAR)            | 1                                      | 1                            | 0                                   | C                      | 1                                |
| Américas (NACRA/CONSUR) | 1                                      | 2                            | 0                                   | B D                    | 1                                |
| Asia (ARFU)             | 0                                      | 1                            | 0                                   | B                      | 1                                |
| Europa (FIRA-AER)       | 6                                      | 2                            | 0                                   | C D                    | 1                                |
| Oceanía (FORU)          | 4                                      | 1                            | 0                                   | A                      | No                               |

La fase de clasificación regional empezó el 24 de marzo de 2012 cuando México recibió y derrotó a Jamaica en México, D. F.. El partido fue arbitrado por Craig Joubert, que fue el encargado de arbitrar la final de la Copa Mundial de Rugby de 2011.

## Repesca
Tras finalizar la fase de clasificación regional, cuatro equipos (uno por cada región, excepto Oceanía) participará en el proceso de repesca para la última plaza en la Copa Mundial de Rugby de 2015.
Las semifinales de esta repesca se celebrarán en el estadio del equipo con mayor puntuación en el ranking de la IRB. La final, sin embargo, se desarrollará en un encuentro a ida y vuelta, el equipo que gane esta eliminatoria será el vigésimo equipo clasificado para la Copa Mundial de Rugby de 2015.
|  | Semifinales | Semifinales |         |       | Final | Final |  |
|  |             |             |         |       |       |       |  |
|  |             |             |         |       |       |       |  |
|  | Rusia       | 23          |         |       |       |       |  |
|  | Rusia       | 23          |         |       |       |       |  |
|  | Zimbabue    | 15          |         |       |       |       |  |
|  | Zimbabue    | 15          |         | Rusia | 22/27 |       |  |
|  |             |             |         | Rusia | 22/27 |       |  |
|  |             |             | Uruguay | 21/36 |       |       |  |
|  | Uruguay     | 28          | Uruguay | 21/36 |       |       |  |
|  | Uruguay     | 28          |         |       |       |       |  |
|  | Hong Kong   | 3           |         |       |       |       |  |
|  | Hong Kong   | 3           |         |       |       |       |  |
|  |             |             |         |       |       |       |  |